# Berlian Hutauruk
Berlian Hutauruk (ur. 11 października 1957 w Dżakarcie) – indonezyjska sopranistka.
Jej utwór „Badai Pasti Berlalu” znalazł się na pozycji 3. w zestawieniu 150 najlepszych indonezyjskich utworów wszech czasów, ogłoszonym na łamach indonezyjskiego wydania magazynu „Rolling Stone”.

## Życiorys
Śpiewem interesowała się od najmłodszych lat. W 1968 r. uczestniczyła w programie Ayo Menyanyi na antenie TVRI. Później zajmowała się wykonywaniem muzyki religijnej w ramach grupy Paduan Suara.
Szerszą rozpoznawalność przyniosło jej zajęcie drugiego miejsca na krajowym szczeblu Festiwalu Piosenki Popularnej (Festival Penyanyi Populer) w 1975 r. Przyczyniła się tym samym do rozwoju muzyki pop w Indonezji. Do 1977 r. kształciła się w Stanach Zjednoczonych. W 1981 r. wzięła udział w festiwalu muzyki pop w Kuala Lumpur.
Jej dorobek obejmuje ścieżkę dźwiękową do filmu „Badai Pasti Berlalu” (wraz z Chrisye) oraz album „Nyanyian Cinta”.

## Dyskografia
- Badai Pasti Berlalu
- Nyanyian Cinta